# Światowa Federacja Stowarzyszeń Przewodników Turystycznych
Światowa Federacja Stowarzyszeń Przewodników Turystycznych (ang. World Federation of Tourist Guide Associations, WFTGA) – organizacja zrzeszająca stowarzyszenia przewodnickie i przewodników indywidualnych oraz partnerów biznesowych i edukacyjnych związanych z branżą przewodnicką, z całego świata.

## Cele WFTGA
Głównym celem WFTGA jest promowanie usług przewodników turystycznych. Światowa Federacja Stowarzyszeń Przewodników Turystycznych zachęca do korzystania z usług przewodników, którzy mają odpowiednie przygotowanie merytoryczne i praktyczne, czyli przewodników profesjonalnych, w tym oczywiście członków Federacji.
Cele WFTGA:
- Nawiązywanie współpracy ze stowarzyszeniami przewodników turystycznych, przewodnikami indywidualnymi i podmiotami kształcącymi kadry turystyki
- Reprezentowanie na całym świecie profesjonalnych przewodników turystycznych, promowanie i ochrona ich interesów
- Budowanie wizerunku profesji przewodnika turystycznego i rekomendowanie korzystania z usług przewodników-profesjonalistów
- Promowanie uniwersalnych zasad etyki i dobrych praktyk w zawodzie przewodnika turystycznego
- Rozwijanie programu szkoleniowego dla przewodników turystycznych, zwiększanie jakości usług przewodnickich poprzez edukację i szkolenia
- Umożliwienie wymiany uwag, rad, wskazówek i doświadczeń pomiędzy przewodnikami turystycznymi zrzeszonymi w Federacji

## Władze WFTGA
Za bieżącą działalność Federacji odpowiedzialna jest Rada Naczelna wybierana na 2-letnią kadencję przez przedstawicieli krajów, które są członkami WFTGA. Wybory odbywają się podczas cyklicznie organizowanych kongresów. Członkowie Rady Naczelnej muszą być praktykującymi przewodnikami turystycznymi.
Dodatkowo Rada Naczelna powołuje przedstawicieli regionalnych, którzy wspomagają współpracę między Radą a członkami Federacji, a także zachęcają do członkostwa nowe stowarzyszenia przewodnickie i przewodników indywidualnych. Członkowie Rady Naczelnej i przedstawiciele regionalni są wolontariuszami i nie otrzymują za swoją pracę żadnego wynagrodzenia. Decydując się na pracę na rzecz Światowej Organizacji Stowarzyszeń Przewodników Turystycznych przeznaczają swój czas czyniąc starania, aby osiągać cele Federacji, w tym nieustannie promować na całym świecie usługi przewodników-profesjonalistów.

## Kongresy WFTGA
Kongresy World Federation of Tourist Guide Associations odbywają się co 2 lata. Dotychczas kongresy odbyły się w:
- 1989 Nikozja (Cypr)
- 1997 Montreal (Kanada)
- 2001 Nikozja (Cypr)
- 2003 Dunblane (Szkocja)
- 2005 Melbourne (Australia)
- 2007 Kair (Egipt)
- 2009 Bali (Indonezja)
- 2011 Tallinn (Estonia)
- 2013 Makau (Chiny)
- 2015 Praga (Czechy)

Kongres w 2017 r. zaplanowano w Iranie.

## Szkolenia WFTGA
Częścią Światowej Federacji Stowarzyszeń Przewodników Turystycznych jest jednostka szkoleniowa, która prowadzi m.in. kursy:
- Hands of Tourist Guiding (HOT) -  7-dniowy program z zakresu technik przewodnictwa turystycznego
- Train the Trainer (TtT) – 14-dniowy program dla aktywnych przewodników turystycznych, którzy chcą zostać trenerami (instruktorami) lub dla obecnych trenerów przewodnictwa, którzy chcą udoskonalić swoje umiejętności i zdobyć akredytację World Federation of Tourist Guide Associations do szkolenia kandydatów na przewodników turystycznych w swoim kraju.

Szkolenia prowadzone są w międzynarodowych centrach szkoleniowych WFTGA, które znajdują się w Armenii, Malezji i na Cyprze, a także „na zamówienie”, w dowolnym miejscu na świecie.